# Pangian
Pangian is een bestuurslaag in het regentschap Tanah Datar van de provincie West-Sumatra, Indonesië. Pangian telt 3291 inwoners (volkstelling 2010).